# Mijndert Vonk
Mijndert Vonk (Amsterdam, 15 november 1919 - Ede, 2 augustus 2009) was een Nederlandse SD'er. Tijdens de Tweede Wereldoorlog was hij een van de functionarissen van het Scholtenhuis in Groningen.

## Geschiedenis
Na de oorlog werd hij voor twee moorden, (Jan Kramer 1882-1945, en Anda Kerkhoven) en poging tot moord en doodslag ter dood veroordeeld waarvoor hij gratie heeft gekregen. Hetgeen betekende dat op zijn gratieverzoek de opgelegde doodstraf door de koningin werd omgezet naar levenslang.
In 1959 trouwde hij met Betje Wery die hij in de gevangenis had leren kennen. Uit twee eerdere huwelijken had Vonk 3 kinderen.  Ze begonnen samen een huwelijksbemiddelingsbureau, eerst in Schiedam en later vanaf 1967 in Ede. Ze kwamen beide in 1979 in het nieuws toen ze alleenstaande vrouwen aanbrachten voor het tv-programma TV-Privé van Henk van der Meijden. De TROS besloot later hen niet meer te vragen.